# Jessen (Elster)
Jessen (Elster) is een gemeente in de Duitse deelstaat Saksen-Anhalt, en maakt deel uit van de Landkreis Wittenberg.
Jessen (Elster) telt 14.074 inwoners.

## Stadsdelen
| - Arnsdorf - Battin - Buschkuhnsdorf - Dixförda - Düßnitz - Gentha - Gerbisbach - Glücksburg - Gorsdorf - Grabo - Großkorga - Hemsendorf - Holzdorf - Jessen (Elster) | - Kleindröben - Kleinkorga - Klöden - Klossa - Kremitz - Leipa - Linda (Elster) - Lindwerder - Lüttchenseyda - Mark Zwuschen - Mauken - Mellnitz - Mönchenhöfe - Morxdorf - Mügeln | - Naundorf bei Seyda - Neuerstadt - Rade - Rehain - Reicho - Ruhlsdorf - Schadewalde - Schöneicho - Schützberg - Schweinitz - Seyda - Steinsdorf - Zwuschen |

## Partnersteden
Jessen heeft een stedenband met Senden in Noordrijn-Westfalen.

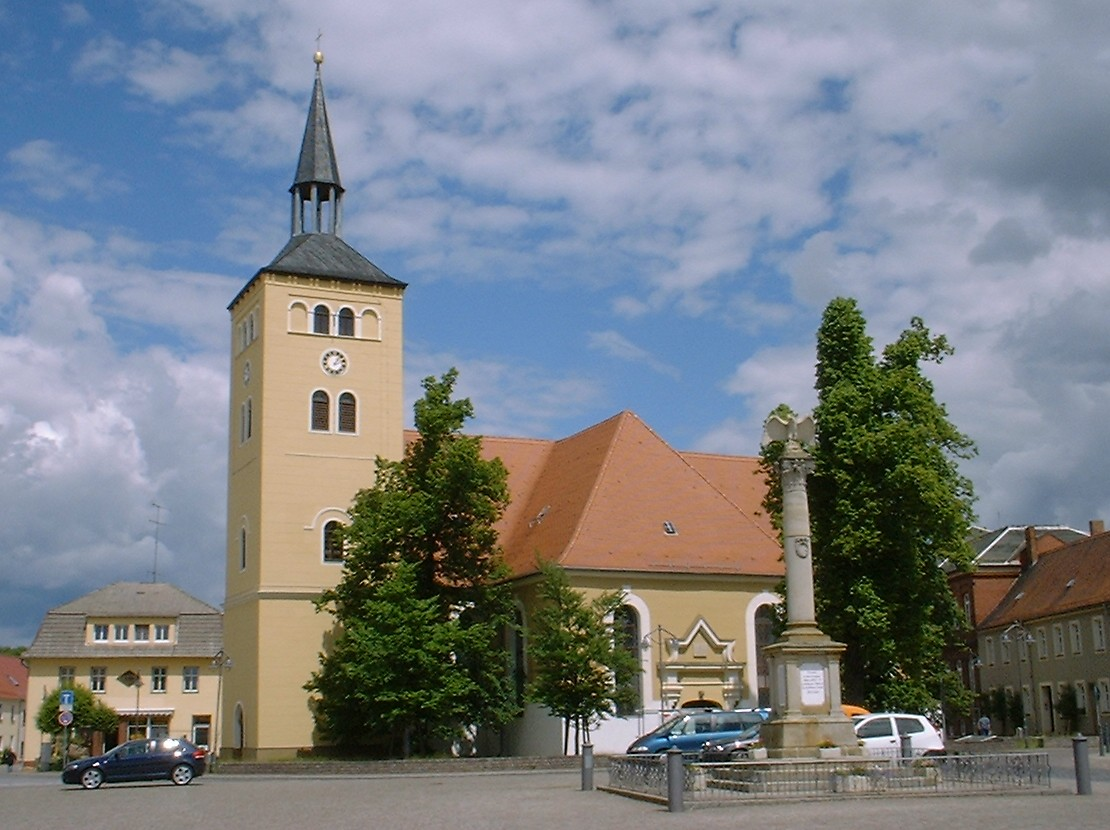
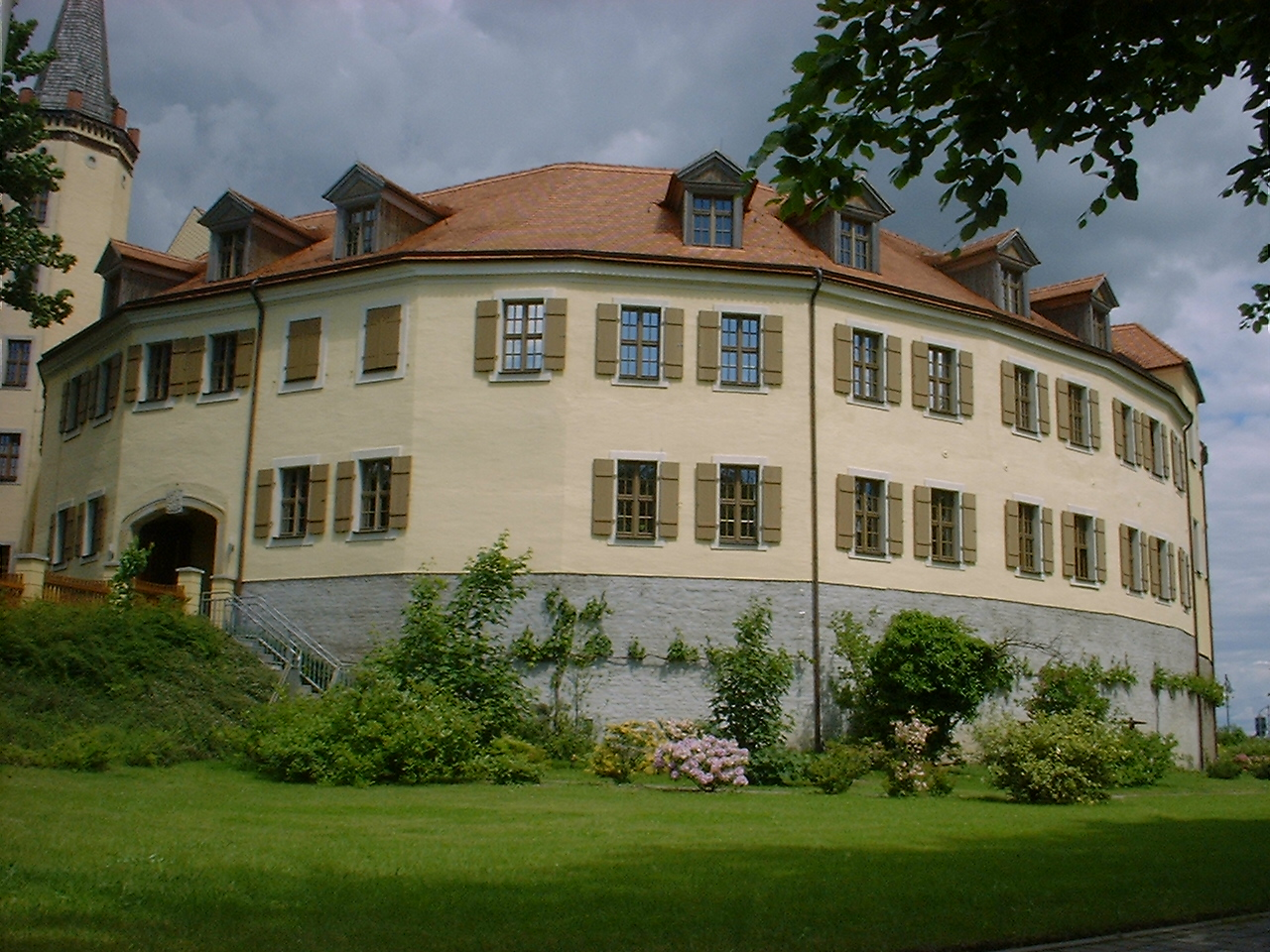
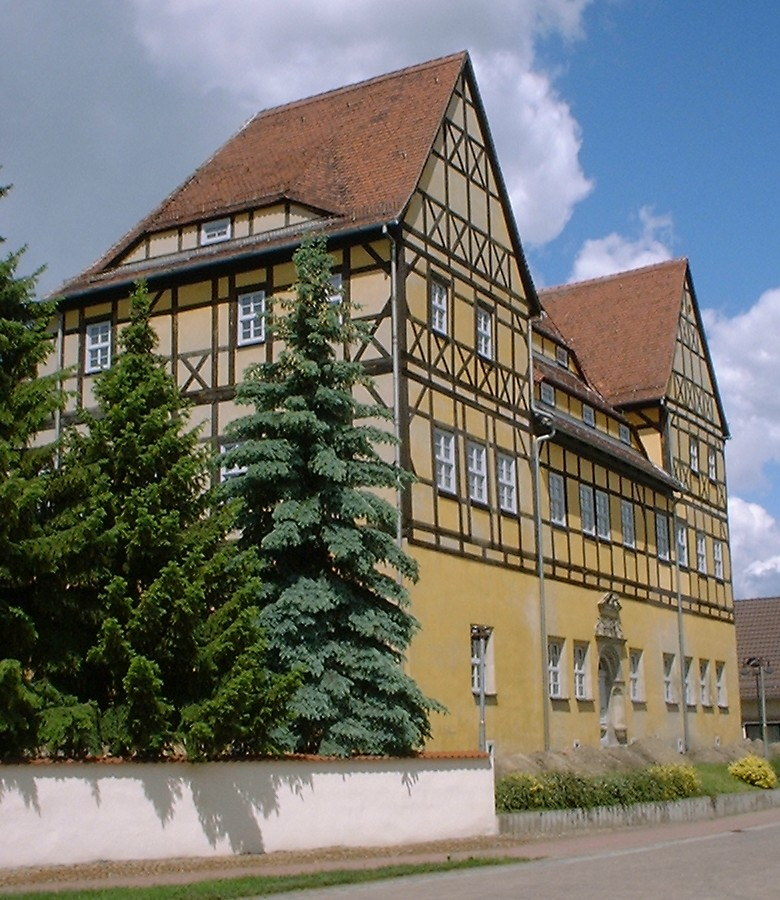
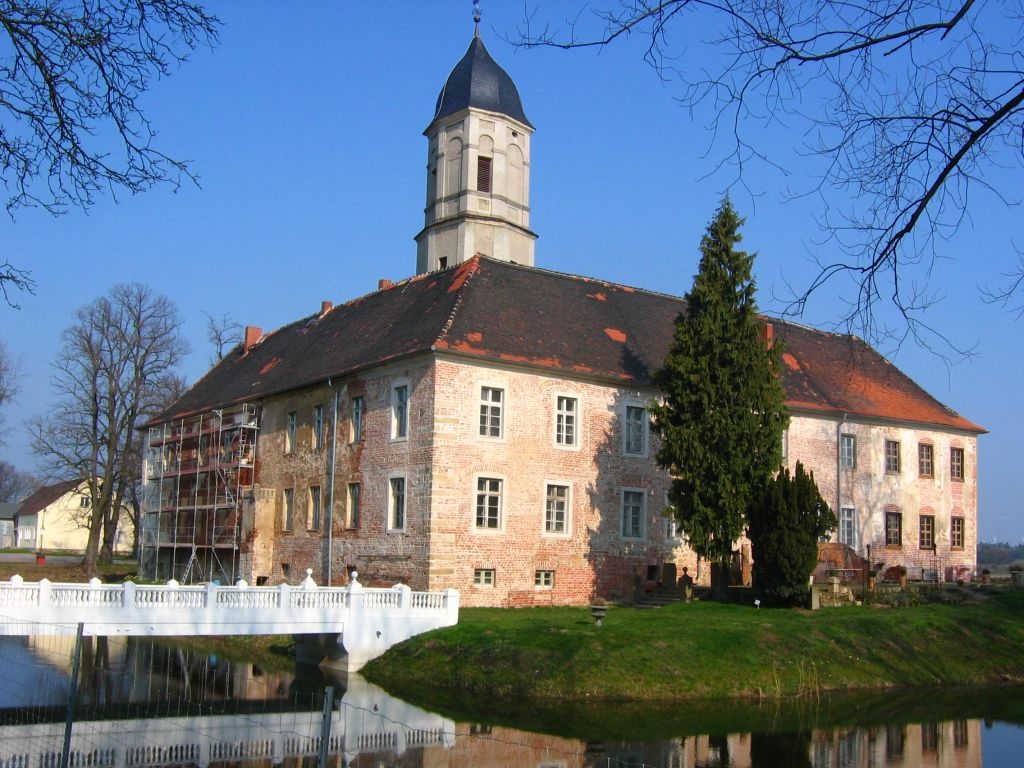
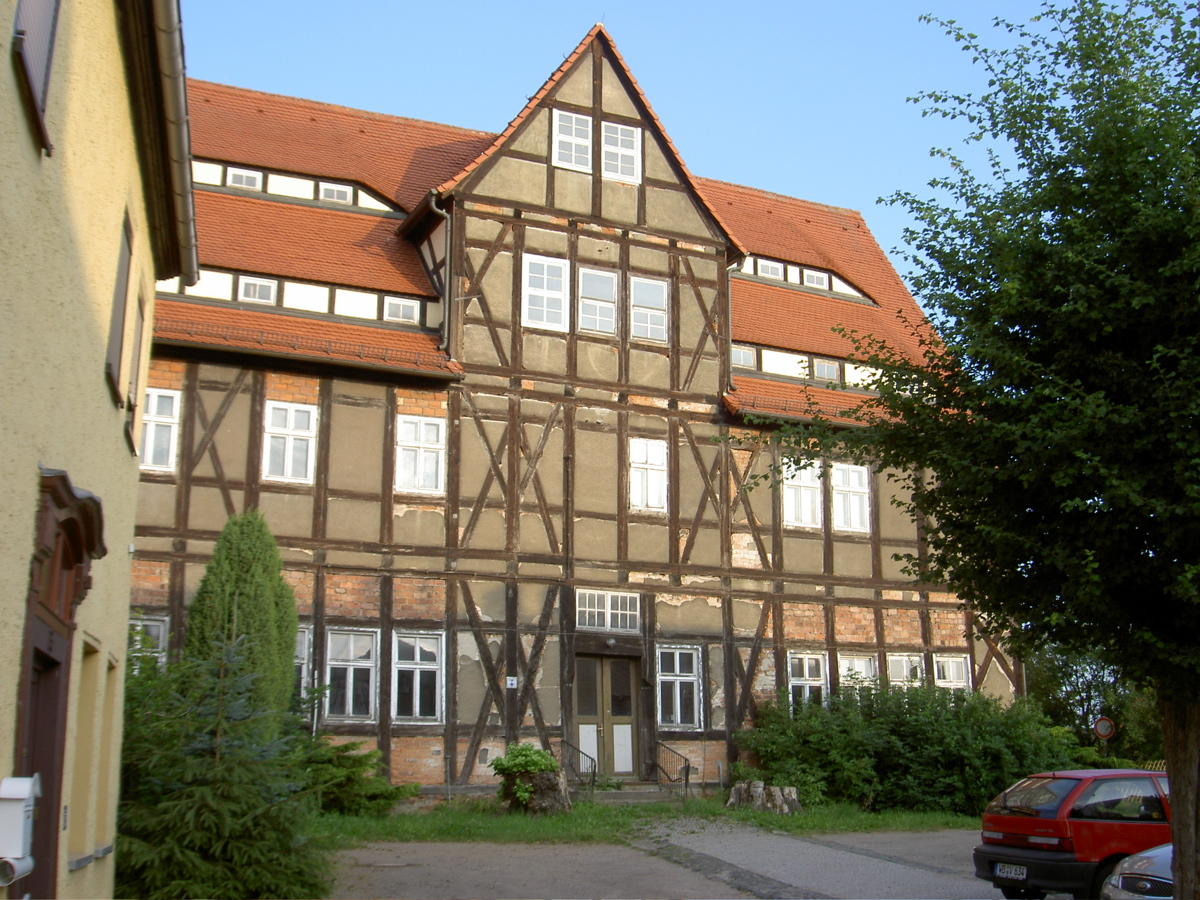

Annaburg ·
Bad Schmiedeberg ·
Coswig (Anhalt) ·
Gräfenhainichen ·
Jessen (Elster) ·
Kemberg ·
Oranienbaum-Wörlitz ·
Wittenberg ·
Zahna-Elster